# Söllnitz (Blankenhain)
Söllnitz ist ein Ortsteil der Stadt Blankenhain im Landkreis Weimarer Land, Thüringen.

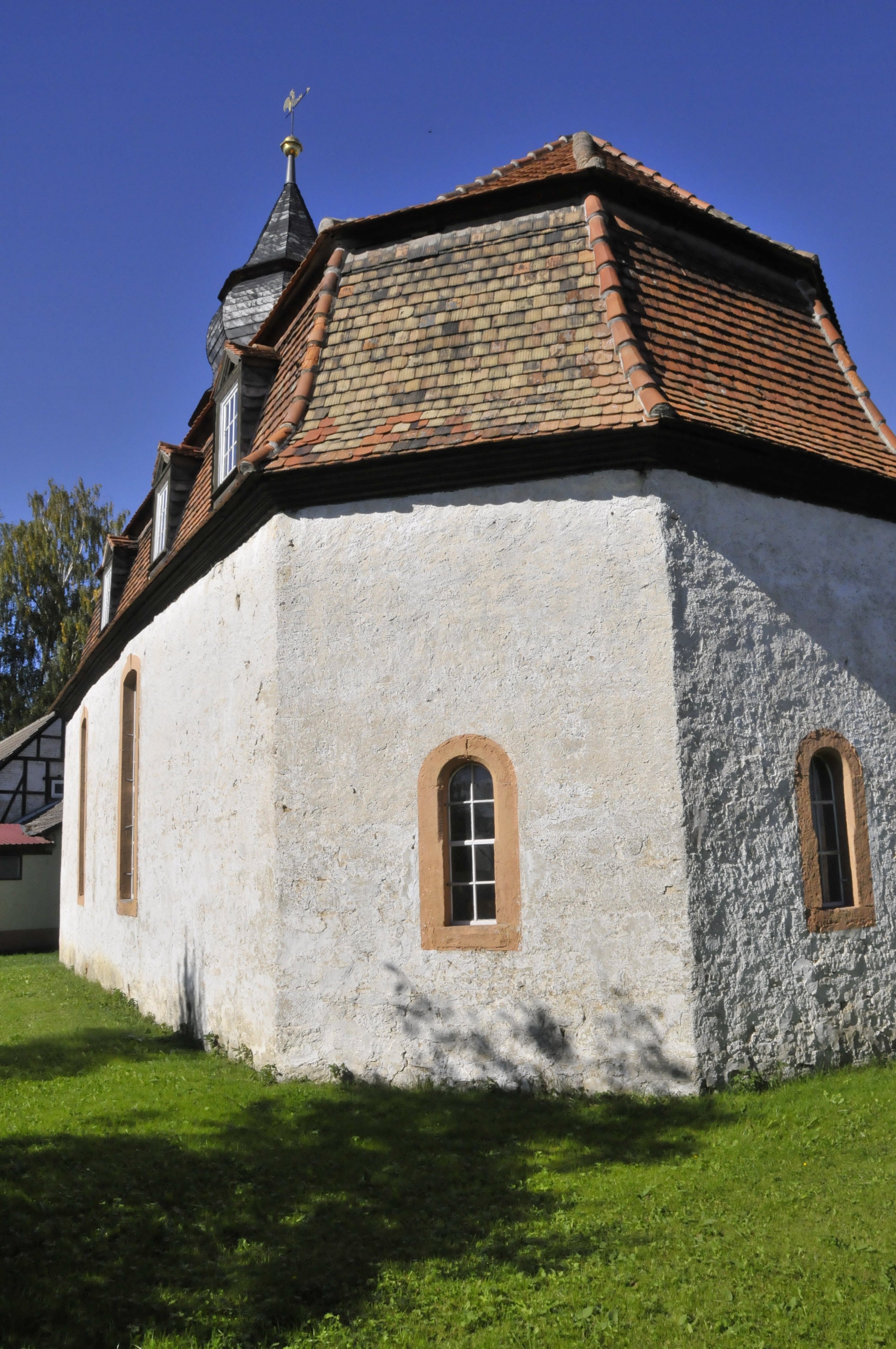
Dorfkirche

## Geografie
Söllnitz, das nordöstliche Tromlitz, das südlich gelegene Loßnitz sowie Obersynderstedt liegen gemeinsam an der Landesstraße 1060, die von Magdala nach Blankenhain durch das Tal der Magdel führt. Diese weiträumige Mulde ist an Fließgewässern mit Bäumen und Hecken begrünt. Die Straßen sind weitgehend baumfrei. Im Westen liegt mit 407,5 m Höhe der Söllnitzer Berg, wenige Hundert Meter von Kleinlohma entfernt.

## Geschichte
Am 28. Oktober 1285 erfolgte für den Ort die urkundliche Ersterwähnung.
Am 1. Juli 1950 wurde Söllnitz in die Gemeinde Loßnitz eingegliedert. Der Ort war und ist landwirtschaftlich geprägt.

## Kirche
Die Kirche des kleinen Ortes steht sehr niedrig in sumpfigem Gelände und ist, wie der gesamte Ort, „den wilden Wassern sehr ausgesetzt“. Die Wetterfahne trägt die Jahreszahl 1787, und die Bronze-Kirchenglocke wurde 1755 von Martin Rose in Apolda gegossen – sie ist offenbar die einzige von Martin Rose erhaltene Glocke. Die Kirche war Filial von Niedersynderstedt.